# 18 Cadeaux
Pour plus de détails, voir Fiche technique et Distribution.
18 Cadeaux (18 regali) est un film italien de Francesco Amato sorti en 2020.

## Synopsis
Été 2001. Elisa, 35 ans, meurt d'une maladie incurable, laissant son mari Alessio et sa fille nouveau-née Anna. Avant son départ, elle a laissé une liste de cadeaux d'anniversaire pour sa fille, dans l'espoir de pouvoir rester avec elle à titre posthume, jusqu'à ce qu'elle atteigne la majorité.
Au fil des ans, la très jeune Anna éprouve une gêne croissante. Un cadeau ne semble pas pouvoir combler le vide laissé par la mère, une absence qui la pousse à se rebeller, arrivant à abandonner son dix-huitième anniversaire et à fuguer, jusqu'à ce qu'elle soit heurtée par une voiture.
Heureusement, Anna en sort avec un léger traumatisme. Mais bientôt, elle s'aperçoit que le conducteur de la voiture est sa mère enceinte d'elle. Cet incroyable voyage dans le temps devient pour la jeune femme l'occasion d'un dialogue qui n'a jamais eu lieu et de guérir une fracture.

## Fiche technique
Sauf indication contraire, les informations mentionnées dans cette section peuvent être confirmées par la base de données cinématographiques IMDb,  présente dans la section « Liens externes ».
- Titre original : 18 regali
- Titre français : 18 Cadeaux
- Réalisateur : Francesco Amato
- Scénario : Massimo Gaudioso, Davide Lantieri, Alessio Vicenzotto, Graziano Urbani
- Photographie : Gherardo Gossi
- Montage : Claudio Di Mauro
- Musique : Andrea Farri
- Costumes : Ornella Campanale, Marina Campanale
- Producteurs : Teresa Arrighi, Andrea Occhipinti, Serena Sostegni, Mattia Guerra, Stefano Massenzi
- Société de production : Lucky Red, 3 Marys Entertainment, Rai Cinema, Vision Distribution, Sky Italia
- Pays de production :  Italie
- Langue de tournage : italien
- Format : Couleur - 2,39:1
- Genre : Drame
- Durée : 115 minutes
- Date de sortie :	
  - Italie : 2 janvier 2020
  - Internet : 8 janvier 2020

## Distribution
- Vittoria Puccini : Elisa
- Benedetta Porcaroli : Anna
- Edoardo Leo : Alessio
- Sara Lazzaro : Carla
- Marco Messeri : Nonno
- Betti Pedrazzi : Nonna
- Alessandro Giallocosta : Walter
- Filippo Gili
- Giacomo Rosselli
- Marta Nuti
- Beatrice Schiros
- Anna Terio
- Francesco Wolf
- Lucia Zotti